# Adam François van der Meulen

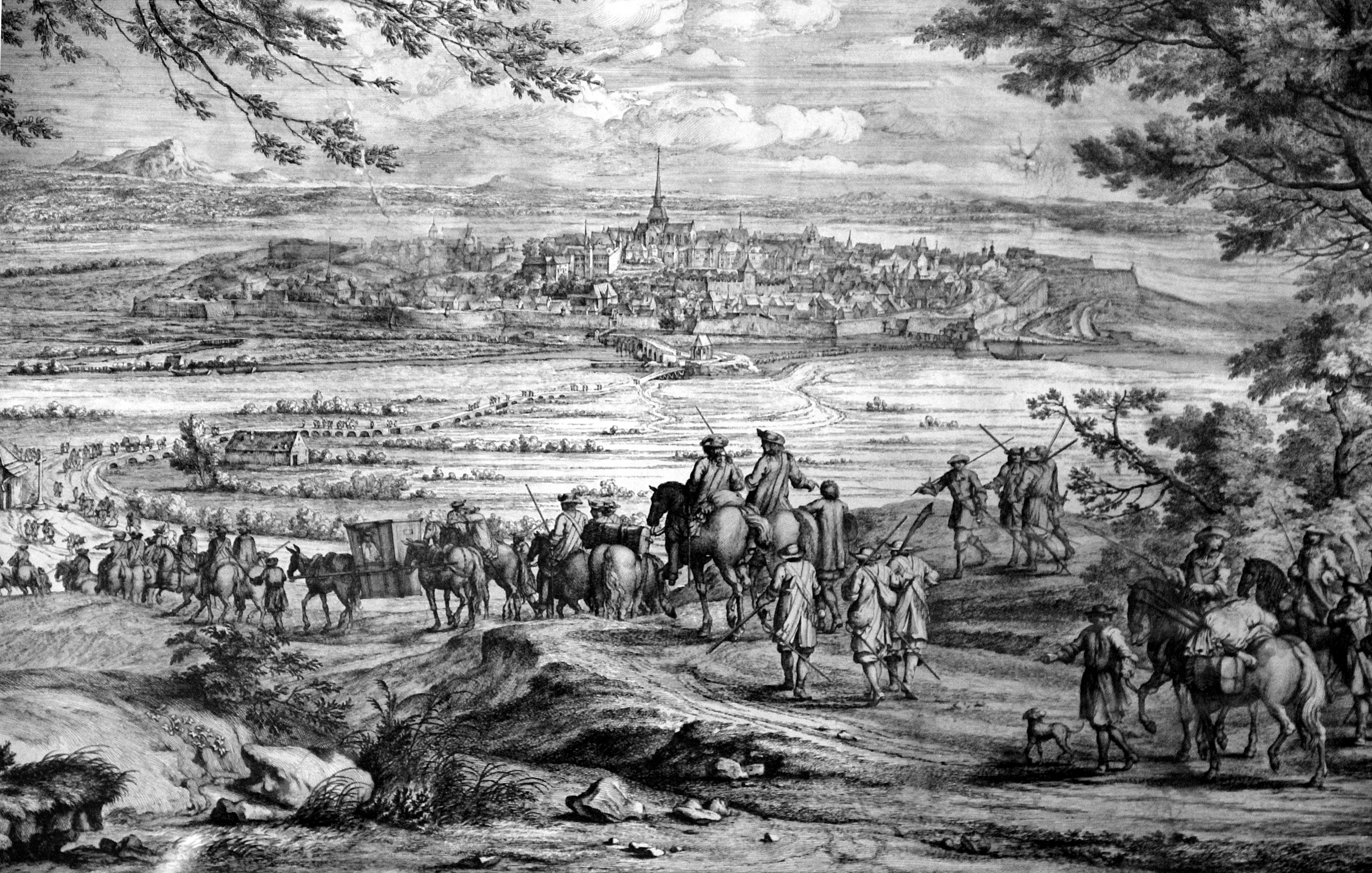
Vue de la ville de Gray (Haute-Saône) en 1685.

Adam-François Van der Meulen, baptisé le 11 janvier 1632 à Bruxelles et mort le 15 octobre 1690 à Paris, est un peintre baroque flamand d’origine bruxelloise.

## Biographie
En 1646, il est l'élève à Bruxelles de Peeter Snayers, puis fait partie de l'école d'Anvers, avant d'entrer au service des archiducs espagnols. Maîtrisant l'art de représenter les chevaux et les paysages, sa renommée traverse les frontières et en 1662, il est appelé à Paris par Charles Le Brun, premier peintre du roi Louis XIV et directeur de la Manufacture des Gobelins.
Se spécialisant dans la peinture de bataille et de chasse, il vient renforcer en 1665, l'équipe chargée d'immortaliser l'image du roi et est pensionné dès 1667. Il accompagne Louis XIV dans tous ses voyages, dans toutes ses résidences, et dans toutes ses guerres. Il réalise également de nombreux cartons pour la manufacture de Gobelins.
Son style se reconnait à la finesse du trait, à la précision de la perspective atmosphérique et aux surfaces marquées par des aplats au lavis.
Il attire à Paris, le graveur Adriaen Frans Boudewyns, qui épouse sa sœur Barbara en 1670,.
L'œuvre gravé de cet artiste forme une suite de 152 planches dans la collection connue sous le nom de « Cabinet du Roi ».
À la mort de Van der Meulen, son élève et collaborateur Sauveur Le Conte, fut chargé de terminer ses toiles inachevées et lui succéda à la manufacture des Gobelins comme « peintre ordinaire des Conquestes du Roy dans l’hostel des Manufactures royales des Gobelins ». Il fut surnommé « Le Conte, peintre des batailles aux Gobelins ».

## Famille
Adam François van der Meulen a été marié avec Catherine Husunel ou Huseweel (morte le 10 janvier 1677), dont il a eu :
- Catherine-Charlotte van der Meulen, née le 15 décembre 1667,
- Louis van der Meulen, né le 20 mars 1669,
- Suzanne van der Meulen, née le 2 août 1671,
- Marguerite van der Meulen, née le 10 juillet 1674,
- Geneviève van der Meulen, née le 20 septembre 1676.

Adam François van der Meulen s'est remarié 22 avril 1679 avec Catherine Lobry, décédée le 3 octobre 1680.
Adam François van der Meulen s'est remarié le 12 janvier 1681 avec Marie Duby qui ont eu :
- Jacques-François van der Meulen, né le 28 octobre 1681,
- Antoine van der Meulen, né le 27 décembre 1682,
- Charles van des Meulen, né le 20 mars 1684,
- Nicolas van der Meulen, né le 29 août 1685,
- Marie-Thérèse-Louise van der Meulen, née le 25 novembre 1686,
- Charles-François van der Meulen, né le 19 octobre 1689,
- Marie-Madeleine van der Meulen, née le 23 octobre 1690.

## Œuvres

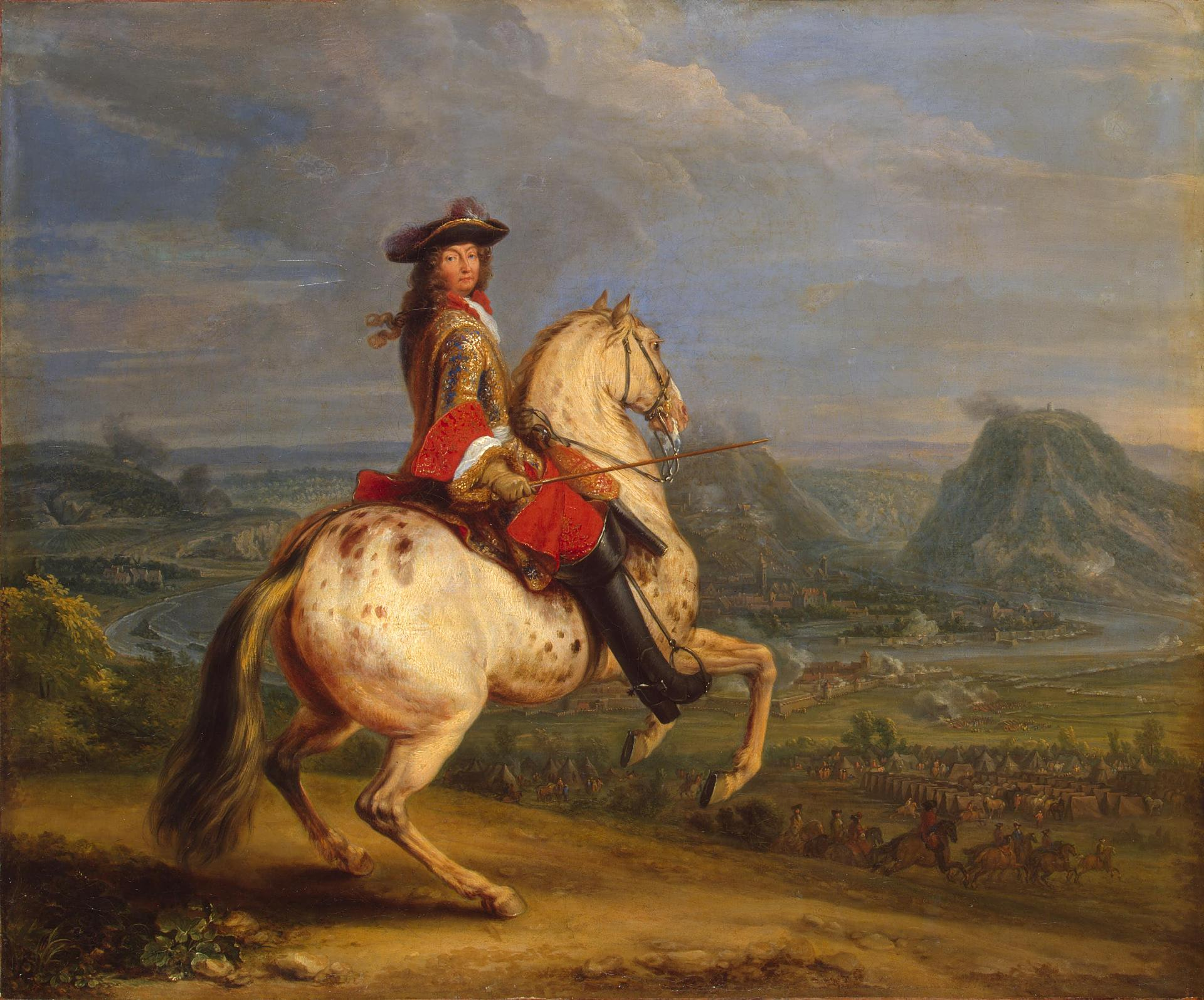
Louis XIV au siège de Besançon en 1674, musée de l'Ermitage de Saint-Pétersbourg.

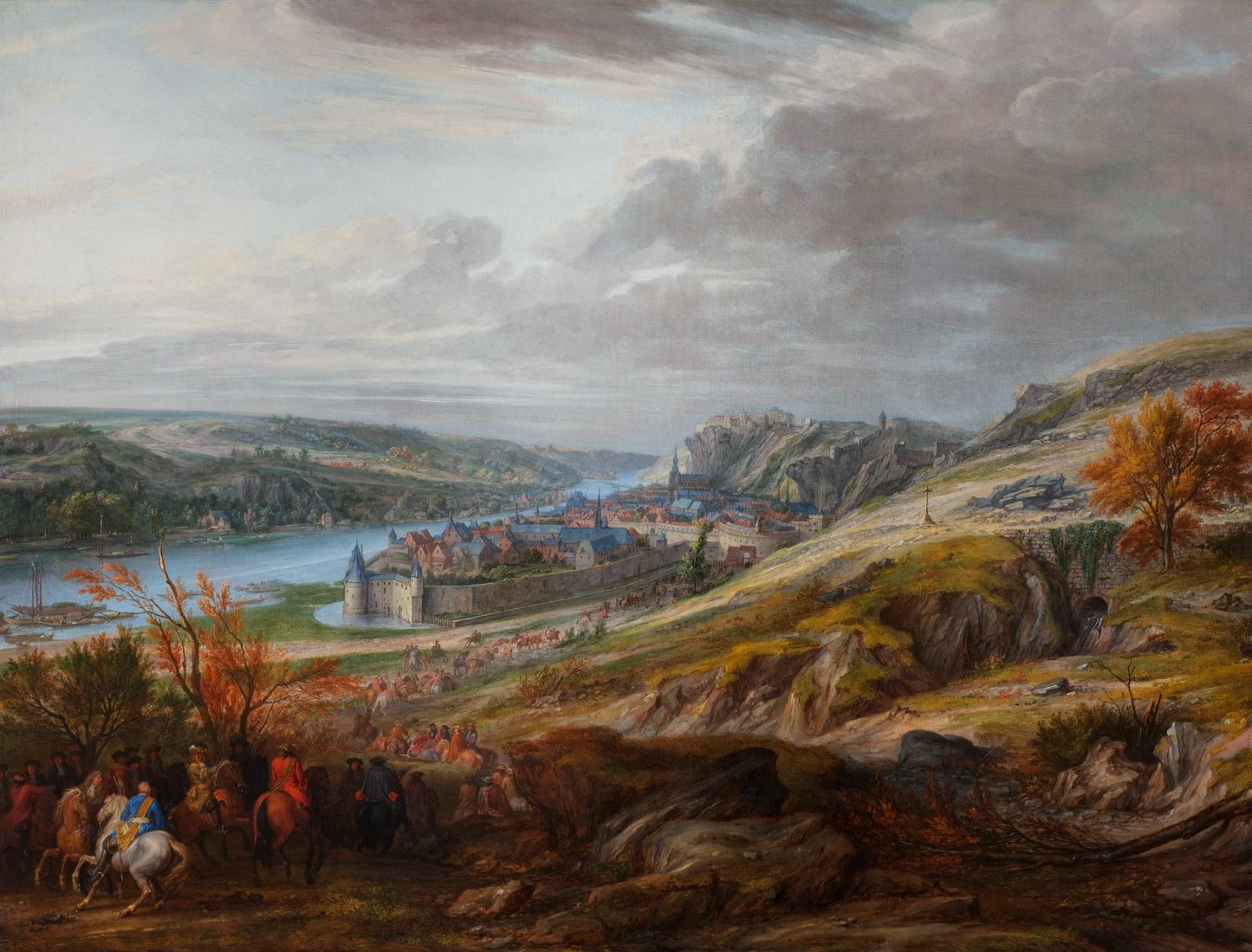
Le siège de la ville et du château de Dinant sur la Meuse en mai 1675, Fondation Roi-Baudouin.

- 1660 : Choc de cavalerie - Attaque d'un convoi, huile sur cuivre, 21 × 27 cm, Musée du Louvre[4]
- vers 1660, Halte de cavaliers, huile sur toile, 56,5 x 76 cm, musée Fabre, Montpellier
- 1661 : Le choc de cavalerie, collection privée.
- 1662 : Rencontre du duc Philippe-François d'Arenberg avec une troupe de cavaliers, à la National Gallery, à Londres.
- 1664 : Vue du château prise des hauteurs de Satory, huile sur toile, Château de Versailles
- vers 1665 : Scène de bataille, huile sur toile, 165 × 203 cm, Pinacothèque nationale d'Athènes[5]
- vers 1666 : Marche du roi accompagné de ses gardes passant sur le Pont-Neuf et allant au palais, Musée de Grenoble[6]
- 1667 : 
  - Le siège de Courtrai pendant la guerre de Dévolution, au Musée du Louvre, à Paris
  - Le Siège de Lille en 1667, huile sur toile, 47,8 × 116,2 cm, musée des beaux-arts de Dijon
  - L'Armée de Louis XIV campant devant Tournai en 1667, huile sur toile, 207 × 344 cm, musées royaux des beaux-arts de Belgique[7]
  - Vue du séminaire de La Motte à Douai, aquarelle sur esquisse à la mine de plomb. H. 0,197 ; L. 0,313 m[8]. Beaux-Arts de Paris. Cette vue de Douai se rattache à la série des dessins réalisés par van der Meulen en 1667, lors de son voyage en Flandres où il suivit le roi Louis XIV et son armée. L'artiste exécute plusieurs relevés de la ville, autant des plans d'ensemble que des détails. Cette étude, prise sur le motif à l'intérieur des remparts, représente avec fidélité le séminaire de La Motte vu depuis le clocher de l'église de Saint-Pierre[9].
- 1669 : Arrivée du roi Louis XIV précédé des gardes du corps en vue du château de Versailles, huile sur toile, Château de Versailles
- vers 1670 : Défaite de l'armée espagnole près du canal de Bruges en 1667, huile sur toile, 50 × 80 cm, Musée du Louvre[10]
- 1674 : Louis XIV au siège de Besançon, huile sur toile, 55 × 67 cm, musée de l'Ermitage de Saint-Pétersbourg
- vers 1685 : Louis XIV et Marie Thérèse devant Arras, huile sur toile, 232 × 332 cm, Château de Versailles[11]
- après 1686 : Investissement du Luxembourg, 1684, huile sur toile, 107 × 146 cm, musée des beaux-arts de Nantes[12]
- 1687 : Arrivée de Louis XIV au camp devant Maastricht, huile sur toile 332 × 230 cm, au Musée du Louvre, à Paris[13].
- avant 1690 : Louis XIV au siège de Besançon en 1674, huile sur toile, Musée du temps, Besançon.

Dates non documentées

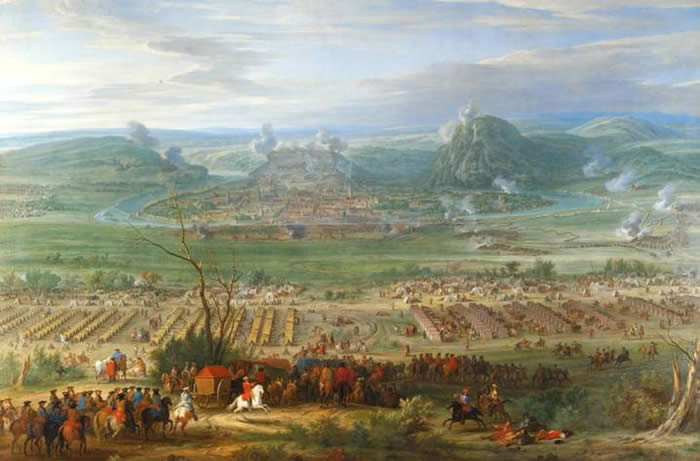
Le siège de Besançon en 1674.

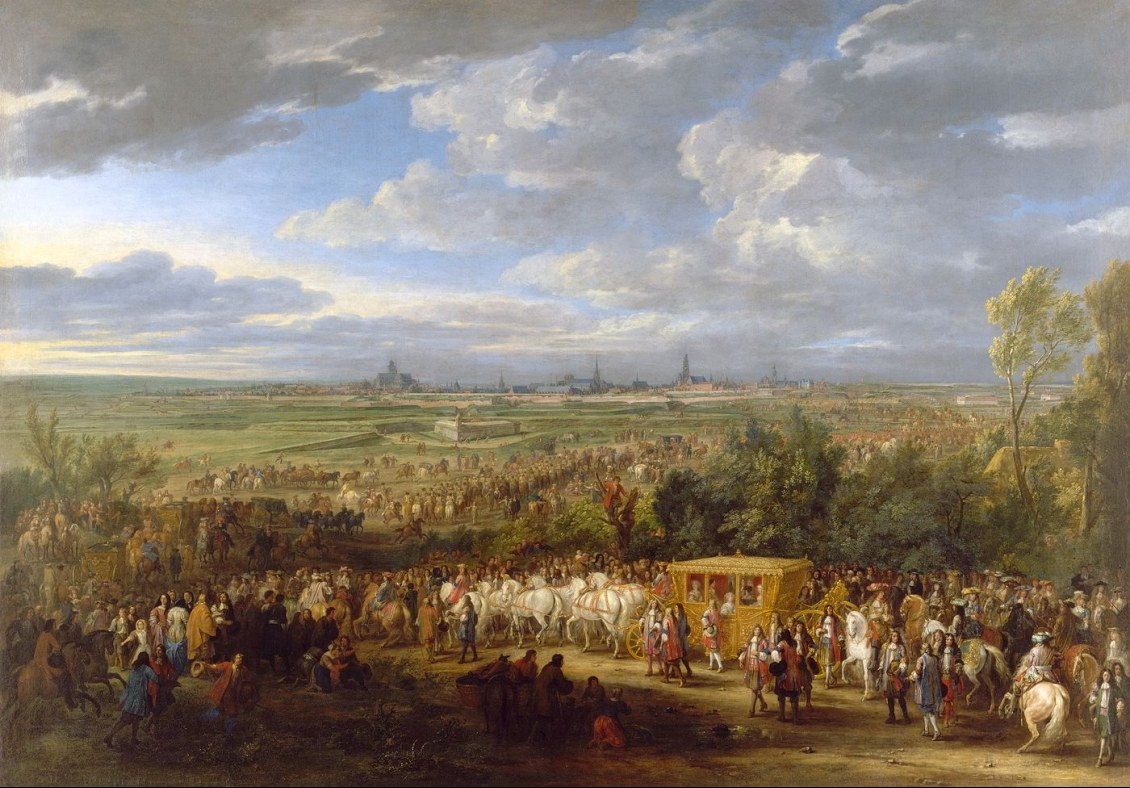
L'entrée du roi Louis XIV et de la reine Marie-Thérèse à Arras le 30 juillet 1667.

- Têtes de chevaux, huile sur toile, 44,5 × 44,5 cm, au musée des beaux-arts de Rouen.
- Étude de cinq chevaux, huile sur toile, 41 × 66 cm, au musée des Beaux-Arts de Rouen.
- Scène de bataille, huile sur panneau de bois, 33,5 × 44,8 cm, musée des beaux-arts de Dijon, Dijon.
- Combat de cavalerie au passage d'un pont[14]
- Bataille près d'un pont[15]
- Cheval blanc, étude[16]
- Cheval noir galopant (étude), huile sur toile, 89 × 105 cm, Musée du Louvre[17]
- Le Passage du Rhin par Louis XIV devant Tolhuis, le 12 juin 1672
- La Prise de Lille, huile sur toile, 52 × 80 cm, Versailles, Musée national des châteaux de Versailles et Trianon.
- La Construction de Versailles, huile sur toile, vers 1860, Londres, The Royal Collection.
- Entrée triomphale de Louis XIV dans une ville des Flandres, huile sur toile, 92 × 120 cm, Collection privée, Vente Piasa 2003[18]
- Le Siège de Tournoi (réalisé avec Charles Le Brun), XVIIe siècle ?, huile sur toile, 28 x 50 cm, musée des Beaux-Arts d’Orléans (volé au Conseil régional du Centre en 1991)[19].